# Orchowo
Orchowo [pronunciación en polaco: /ɔrˈxɔvɔ/] es un pueblo ubicado en el Distrito de Słupca, Voivodato de Gran Polonia, en el oeste de Polonia central. Es el asiento del gmina (distrito administrativo) llamado Gmina Orchowo. Se encuentra aproximadamente a 27 kilómetros al noreste de Słupca y a 76 kilómetros al este de la capital regional Poznań.